# Ernest Blanc-Garin
Ernest Blanc-Garin, né à Givet le 8 octobre 1843 et mort à Schaerbeek en mars 1916, est un peintre belge du XIXe siècle.

## Biographie
Établi dès 1863 à Bruxelles, il se forme dans l'atelier de Portaels. Il se rend à Paris et intègre l'atelier d'Alexandre Cabanel et suit les cours de l'Ecole des Beaux-Arts. Il participe au concours du Prix de Rome en 1867 (Le meurtre de Laïus par Œdipe) et reçoit une mention honorable au concours de 1868 (La mort d'Astyanax, Villeneuve-les-Avignon, musée Pierre de Luxembourg), exposant dès cette année au Salon. Après un séjour en Italie, il se fixe définitivement à Bruxelles en 1871, et ouvre une académie privée où il enseigne aux peintres Evenepoel, van den Eeckhoudt, et Crespin. En 1880, il peint deux grandes compositions illustrant Le Sénat en réunion et La chambre des Représentants en réunion (collections du Parlement belge). Il figure en 1891 parmi les membres fondateurs de la Société des Beaux-Arts de Bruxelles.